# موسی کوه
موسی کوه، روستایی از توابع بخش سردار جنگل شهرستان فومن در استان گیلان ایران است.
این روستا جزء 19 دهستان آلیان است که خیلی هم روستای محبوبی است مخصوصا نزد اهالی روستای ((کیش دره)).
این روستا دارای طوایف رفیع پور هفتخوانی _جمشیدی  _شعبانزاده_عسکری _لطیف زاده _و خانواده‌های شکوری_ رفیعی فاضلی هفتخوانی می‌باشد.
این روستا در کنار روستای کیش دره قرار دارد
البته بعضی از افراد موسی کوه را موسی کوه دره میگویند که اشتباه است
این روستا فاقد مسجد بوده و جعیت این روستا به همراه مردم روستای لتین پرد(که آن روستا هم فاقد   مسجد است) برای شرکت در مراسم های مذهبی به مسجد روستای کیش دره میروند.
شغل اکثر مردم این روستا دامداری و کشاورزی است. ومردم این روستا حیواناتی نظیر گاو،گوسفند و مرغ و خروس را نگهداری و بهره برداری می کنند.
از حیوانات وحشی که در جنگل های این روستا زندگی میکنند میتوان خوک((خو) را نام برد

## جمعیت
این روستا در دهستان آلیان قرار دارد و براساس سرشماری مرکز آمار ایران در سال ۱۳۸۵، جمعیت آن ۱۳۵ نفر (۳۴خانوار) بوده‌است.